# General Martín López
General Martín López är en ort i Mexiko.   Den ligger i kommunen Canatlán och delstaten Durango, i den centrala delen av landet, 800 km nordväst om huvudstaden Mexico City. General Martín López ligger 1 937 meter över havet och antalet invånare är 892.
Terrängen runt General Martín López är platt österut, men västerut är den kuperad. Terrängen runt General Martín López sluttar österut. Runt General Martín López är det glesbefolkat, med 9 invånare per kvadratkilometer. Närmaste större samhälle är Canatlán, 7,7 km norr om General Martín López. Trakten runt General Martín López består till största delen av jordbruksmark.